# Elena Reid
Elena Reid (* 1. November 1981 in Phoenix, Arizona) ist eine US-amerikanische Profiboxerin.
Elena Reid, die auch „Baby Doll“ genannt wird, kam vom Kickboxen zum Boxen. Sie hatte am 18. April 2000 ihren ersten Kampf gegen Jo Ellen Caldwell.
Sie kämpfte am 11. September 2004 erstmals um den Weltmeistertitel der WIBF im Fliegengewicht gegen Regina Halmich. Das umstrittene Unentschieden dieses Kampfes brachte ihr einen weiteren Titelkampf am 3. Dezember 2005 ein, den sie allerdings klar nach Punkten verlor.
Zuletzt unterlag sie Susianna Kentikian am 20. März 2009 nach Punkten.